# Эскадренные миноносцы типа «Камикадзе» (1905)
Эскадренные миноносцы типа «Камикадзе» (яп. 神風型駆逐艦 Камикадзэгата кутикукан) — тип японских эскадренных миноносцев. 
Самая массовая серия эсминцев японской постройки.

## Строительство
Заказаны по судостроительной программе 1904 года, принятой после начала войны с Россией. Конструктивно повторяли тип «Харусамэ», отличаясь использованием паровых котлов со смешанным отоплением (благодаря чему возросла дальность плавания) и установленным вооружением. Вместо четырёх 57-мм орудий Гочкисса с длиной ствола 40 калибров использовались четыре облегчённых 76-мм орудия с длиной ствола 28 калибров. Считалось, что несмотря на низкую прицельную дальность, их более мощные снаряды дадут преимущество в бою на малой дистанции.
Из-за их более многочисленного расчёта орудий экипаж увеличился до 70 человек. Это серьёзно ухудшило и без того тяжёлые условия обитаемости на кораблях.
Всего в 1904—1909 годах было построено 32 единицы этого типа, причём последние из них морально устарели ещё на стапелях.
Последующий тип «Умикадзэ» уже относился к эсминцам следующего поколения, и имел с кораблями типа «Камикадзэ» мало общего.

## История службы
Первые два представителя серии («Камикадзэ» и «Хацусимо») вошли в состав флота за несколько дней до подписания мирного договора в Портсмуте, но участия в Русско-японской войне принять уже не успели.
Корабли этого типа на довольно продолжительное время составили основу миноносных сил Объединённого флота.
9 ноября 1913 года был потерян «Асацую», разбившийся на скалах в заливе Ното на острове Хонсю.
После вступления Японии в Первую Мировую войну, для действий против германской базы в Китае Циндао была выделена 2-я эскадра Объединённого флота под командованием вице-адмирала С. Като. Помимо 5 броненосцев, 6 крейсеров и нескольких вспомогательных кораблей, в неё входила 2-я эскадра эсминцев. Основную часть из её 20 единиц составляли представители данного типа, распределённые следующим образом: 9-й дивизион: «Сираюки», «Новакэ», «Сиротаэ», «Мацукадзэ»; 12-й дивизион: «Аянами», «Исонами», «Уранами»; 5-й дивизион: «Усио», «Нэнохи», «Вакаба», «Асакадзэ»; 8-й дивизион: «Югурэ», «Юдати», «Сирацую», «Микадзуки».
Блокада бухты Циндао была установлена 27 августа 1914 года, и эсминцы использовались для несения дозора в две смены,по 8 кораблей, имея 4 корабля в резерве, входя при этом в зону досягаемости береговых батарей. 
В ночь на 3 сентября 1914 года маневрировавший в условиях тумана «Сиротаэ» вылетел на камни у острова Лиентао, получив при этом повреждения, делающими невозможным его снятие. Команду была эвакуирована другим эсминцем, а корпус корабля утром был расстрелян немецкой канонерской лодкой «Ягуар», вышедшей в море под прикрытием береговых батарей. 
Ночью 17 октября японские патрули не смогли обнаружить немецкий миноносец «S-90», который вышел в море и потопил старый крейсер «Такатихо», использовавшийся в качестве базы миноносцев.
После окончания войны и подписания Японией Вашингтонского договора морально устаревшие эсминцы начали выводиться из состава флота,невзирая на их относительно небольшой возраст. В 1923 году «Асакадзэ», «Вакаба», «Усио», «Нэнохи», «Кисараги», «Камикадзэ», «Хацусимо», «Югурэ», «Харукадзэ», «Хибики», «Хацуюки» и «Юдати» были переклассифицированы в тральщики, сохранив прежние названия. В этом качестве они оказались малоэффективными, и уже в 1928 году были выведены из состава флота и сданы на слом.
В 1925—1926 годах были исключены 12 единиц: «Яёи», «Оитэ», «Мацукадзэ», «Новаки», «Микадзуки», «Сигурэ», «Хацухару», «Сирацую», «Сираюки», «Юнаги», «Удзуки», «Хаятэ». Три первых некоторое время использовались в качестве кораблей-целей, а остальные сдали на слом.
Шесть эсминцев были переоборудованы в тральщики в 1926 году. С них сняли торпедные аппараты и установили тральное оборудование. Артиллерийское вооружение было заменено на два 120-мм орудия Тип 3 с длиной ствола 45 калибров (на месте торпедных аппаратов) и два стоявших ранее 76-мм орудий с длиной ствола 40 калибров (на прежних местах). Вместо названий корабли получили номера: «Исонами» — № 7, «Уранами» — № 8, «Аянами» — № 9, «Минадзуки» — № 10, «Нагацуки» — № 11, «Кикудзуки» — № 12. Они были исключены из списков только в 1930 году.

## Представители серии
Представители серии.
| Название                                          | Место постройки                    | Заложен               | Спущен на воду        | Вступил в строй       | Судьба |
| ------------------------------------------------- | ---------------------------------- | --------------------- | --------------------- | --------------------- | --- |
| Камикадзэ (яп. 神風 божественный ветер)           | Йокосука, Япония                   | 20 августа 1904 года  | 15 июля 1905 года     | 16 августа 1905 года  | С декабря 1924 года минный тральщик, в апреле 1928 года сдан на слом                                               |
| Хацусимо (яп. 初霜 первый иней)                   | Йокосука, Япония                   | 20 августа 1904 года  | 13 мая 1905 года      | 18 августа 1905 года  | С декабря 1924 года минный тральщик, в апреле 1928 года сдан на слом                                               |
| Яёи (яп. 弥生 месяц произрастания (март))         | Йокосука, Япония                   | 20 августа 1904 года  | 7 августа 1905 года   | 23 сентября 1905 года | Затоплен 10 августа 1926                                                                                           |
| Кисараги (яп. 如月 месяц одежды (февраль))        | Йокосука, Япония                   | 10 сентября 1904 года | 6 сентября 1905 года  | 19 октября 1905 года  | С декабря 1924 года минный тральщик, в апреле 1928 года сдан на слом                                               |
| Асакадзэ (яп. 朝風 утренний ветер)                | верфи «Мицубиси», Нагасаки, Япония | 30 декабря 1904 года  | 28 октября 1905 года  | 1 апреля 1906 года    | С декабря 1924 года минный тральщик, затоплен 1 августа 1929 года                                                  |
| Сирацую (яп. 白露 белая роса)                     | верфи «Мицубиси», Нагасаки, Япония | 25 февраля 1905 года  | 12 февраля 1906 года  | 23 августа 1906 года  | С декабря 1924 года в резерве, в апреле 1928 года сдан на слом                                                     |
| Сираюки (яп. 白雪 чистый снег)                    | верфи «Мицубиси», Нагасаки, Япония | 24 марта 1905 года    | 19 мая 1906 года      | 12 октября 1906 года  | С декабря 1924 года в резерве, в апреле 1928 года сдан на слом                                                     |
| Мацукадзэ (яп. 松風 ветер на сосновом берегу)     | верфи «Мицубиси», Нагасаки, Япония | 25 сентября 1905 года | 23 декабря 1906 года  | 15 марта 1907 года    | С декабря 1924 года в резерве, в апреле 1928 года сдан на слом                                                     |
| Харукадзэ (яп. 春風 весенний бриз)                | верфи «Кавасаки», Кобе, Япония     | 16 февраля 1905 года  | 25 декабря 1905 года  | 14 мая 1905 года      | С декабря 1924 года в резерве, в апреле 1928 года сдан на слом                                                     |
| Сигурэ (яп. 時雨 осенний моросящий дождь)         | верфи «Кавасаки», Кобе, Япония     | 3 июня 1905 года      | 12 марта 1906 года    | 11 июля 1906 года     | В декабре 1924 года сдан на слом                                                                                   |
| Асацую (яп. 朝露 утренняя роса)                   | Осака, Япония                      | 28 апреля 1905 года   | 2 апреля 1906 года    | 16 ноября 1906 года   | 9 ноября 1913 года сел на камни, и позже разобран                                                                  |
| Хаятэ (яп. 疾風 шторм)                            | Осака, Япония                      | 25 сентября 1905 года | 22 мая 1906 года      | 13 июня 1907 года     | В декабре 1924 года сдан на слом                                                                                   |
| Оитэ (яп. 追手 благоприятный ветер)               | Майдзуру, Япония                   | 1 августа 1905 года   | 10 января 1906 года   | 21 августа 1906 года  | В декабре 1924 года сдан на слом                                                                                   |
| Юнаги (яп. 夕凪 вечернее затишье)                 | Майдзуру, Япония                   | 20 января 1906 года   | 22 августа 1906 года  | 25 декабря 1906 года  | Сдан на слом в декабре 1924 года                                                                                   |
| Югурэ (яп. 夕暮 вечерние сумерки)                 | Сасебо, Япония                     | 1 марта 1905 года     | 17 ноября 1905 года   | 26 мая 1906 года      | С декабря 1924 года минный тральщик, затоплен 23 января 1931 года                                                  |
| Юдати (яп. 夕立 внезапный летний ливень)          | Сасебо, Япония                     | 20 марта 1905 года    | 26 марта 1906 года    | 16 июля 1906 года     | С декабря 1924 года минный тральщик, в апреле 1928 года сдан на слом                                               |
| Микадзуки (яп. 三日月 молодой месяц)              | Сасебо, Япония                     | 1 июня 1905 года      | 26 мая 1906 года      | 12 сентября 1906 года | С декабря 1924 года минный тральщик, затоплен 21 июля 1930 года                                                    |
| Новаки (яп. 野分 осенний тайфун)                  | Сасебо, Япония                     | 1 августа 1905 года   | 25 июля 1906 года     | 1 ноября 1906 года    | Сдан на слом в декабре 1924 года                                                                                   |
| Усио (яп. 潮 прилив)                              | Куре, Япония                       | 12 апреля 1905 года   | 30 августа 1905 года  | 1 октября 1905 года   | С декабря 1924 года минный тральщик, в апреле 1928 года сдан на слом                                               |
| Нэнохи (яп. 子日 новогодняя ель)                  | Куре, Япония                       | 25 июня 1905 года     | 30 августа 1905 года  | 1 октября 1905 года   | С декабря 1924 года минный тральщик, в апреле 1928 года сдан на слом                                               |
| Хибики (яп. 響 эхо)                               | Йокосука, Япония                   | 28 сентября 1905 года | 31 марта 1906 года    | 6 сентября 1906 года  | С декабря 1924 года минный тральщик, в апреле 1928 года сдан на слом                                               |
| Сиротаэ (яп. 白妙 белая ткань)                    | Йокосука, Япония                   | 24 марта 1905 года    | 30 июля 1906 года     | 21 января 1907 года   | Потоплен во время осады Циндао 4 сентября 1914 года                                                                |
| Хацухару (яп. 初春 начало весны)                  | верфи «Кавасаки», Кобе, Япония     | 11 ноября 1905 года   | 21 мая 1906 года      | 1 марта 1907 года     | В апреле 1928 года сдан на слом                                                                                    |
| Вакаба (яп. 若葉 молодая листва)                  | Йокосука, Япония                   | 20 мая 1905 года      | 25 ноября 1905 года   | 28 февраля 1906 года  | С декабря 1924 года минный тральщик, в апреле 1928 года сдан на слом                                               |
| Хацуюки (яп. 初雪 первый снег)                    | Йокосука, Япония                   | 11 сентября 1905 года | 8 марта 1906 года     | 17 мая 1906 года      | С декабря 1924 года минный тральщик, в апреле 1928 года сдан на слом                                               |
| Удзуки (яп. 卯月 месяц унохана(апрель))           | верфи «Кавасаки», Кобе, Япония     | 22 марта 1906 года    | 20 сентября 1906 года | 6 марта 1907 года     | Сдан на слом в декабре 1924 года                                                                                   |
| Минадзуки (яп. 水無月 безводный месяц(июнь))      | верфи «Мицубиси», Нагасаки, Япония | 25 февраля 1906 года  | 5 ноября 1906 года    | 14 февраля 1907 года  | С декабря 1924 года минный тральщик, переименован в № 10 в августе 1928 года, затоплен 28 мая 1931 года            |
| Нагацуки (яп. 長月 месяц долгих ночей(сентябрь))  | верфь Ураги, Япония                | 28 октября 1905 года  | 15 декабря 1906 года  | 31 июля 1907 года     | С декабря 1924 года минный тральщик, переименован в № 11 в августе 1928 года, исключён из списков в июне 1930 года |
| Кикудзуки (яп. 菊月 месяц хризантем(сентябрь))    | верфь Ураги, Япония                | 2 марта 1906 года     | 10 апреля 1907 года   | 20 сентября 1907 года | С декабря 1924 года минный тральщик, переименован в № 12 в августе 1928 года, исключён из списков в июне 1930 года |
| Уранами (яп. 浦波 волна в бухте)                  | Майдзуру, Япония                   | 1 мая 1907 года       | 8 декабря 1907 года   | 2 октября 1908 года   | С декабря 1924 года минный тральщик, переименован в № 8 в августе 1928 года, портовое судно с июня 1930 года       |
| Исонами (яп. 磯波 волна в морском заливе)         | Майдзуру, Япония                   | 15 января 1908 года   | 21 ноября 1908 года   | 2 апреля 1909 года    | С декабря 1924 года минный тральщик, переименован в № 7 в августе 1928 года, портовое судно с июня 1930 года       |
| Аянами (яп. 綾波 набегающие одна за другой волны) | Майдзуру, Япония                   | 15 мая 1908 года      | 20 марта 1909 года    | 26 июня 1909 года     | С декабря 1924 года минный тральщик, переименован в № 9 в августе 1928 года, портовое судно с июня 1930 года       |